# 코로넨
코로넨(Coronene)은 벤젠고리 7개가 육각형으로 붙어있는 모양의 분자를 가진 방향족 탄화수소다.